# Noraly Schoenmaker
Noraly Rebecca Schoenmaker (Nieuwerkerk, 30 juni 1987) is een Nederlands motorrijdster en youtuber. Ze is bekend door haar YouTube-kanaal Itchy Boots. Met meer dan twee miljoen abonnees en een half miljard views wereldwijd is ze een van de grootste reisvloggers op YouTube.

## Biografie en carrière
Schoenmaker behaalt na haar middelbare school een bachelordiploma en studeert in 2010 af in de geochemie aan de Universiteit Utrecht. Voor een aantal jaren is ze werkzaam als geoloog en vervolgens werkt ze tot 2018 bij een baggerbedrijf als uitvoerder op projecten overal ter wereld.
Vanaf 2018 wordt Schoenmaker wereldberoemd door haar motorreisvlogs. Dat jaar documenteert ze op haar YouTubekanaal een reis van 36.000 kilometer van India dwars door Centraal-Azië naar Europa. In de jaren erna zouden nog meer reizen volgen.
In 2024 maakt Schoenmaker haar debuut als schrijfster. Ze brengt dat jaar haar boek Keerpunt uit over haar eerste motorreis door Azië en de jaren daaraan voorafgaand.

## Reizen
Tot halverwege 2024 heeft ze ruim 130.000 kilometer afgelegd door 49 landen. Hieronder enkele lange reizen:
- Haar eerste reis in 2018 begon in India waar ze een Royal Enfield Himalayan motorfiets kocht. Daarmee reed ze via Myanmar en Thailand naar Maleisië. Hier namen zij en haar motorfiets het vliegtuig naar Oman en vervolgens vanuit de Verenigde Arabische Emiraten de boot naar Iran. Vervolgens ging de reis door Turkmenistan, Oezbekistan, Tadzjikistan, Kirgizië en Kazachstan. Hier ging de reis verder in westelijke richting door Rusland, Georgië, Armenië, Turkije en verschillende Europese landen terug naar Nederland.
- Haar tweede reis in 2019 begon in Patagonië met de bedoeling door te rijden naar Alaska. Via Argentinië, Chili en Bolivia kwam ze tot Peru toen de coronapandemie uitbrak. Daardoor moest ze noodgedwongen weer terug naar Nederland. In 2021 vervolgde ze deze reis en ging via Ecuador naar Colombia. Om de gevaarlijke Darien Gap te omzeilen die veel door smokkelaars wordt gebruikt ging ze daar een stukje per boot naar Panama. Via Costa Rica, Nicaragua, Honduras, El Salvador, Guatemala, Belize, Mexico, de Verenigde Staten en Canada reed ze naar het noordelijkste deel van Alaska.
- in 2023 begon ze een reis door Afrika in Marokko. Via Mauritanië, Senegal, Gambia, Guinee, Sierra Leone, Liberia, Ivoorkust, Ghana, Togo, Benin, Nigeria, Kameroen, de Centraal Afrikaanse Republiek, Congo-Brazzaville, Angola en Zambia reed ze naar Malawi. Daar nam ze het vliegtuig naar Madagaskar zonder haar eigen motor mee te nemen en verkende dat eiland op een huurmotor. Weer terug in Malawi vervolgde ze de reis op haar eigen motor naar Tanzania waar haar reis abrupt eindigde. Ze kwam ongelukkig ten val en brak daarbij haar sleutelbeen dus moest ze noodgedwongen weer terug naar Nederland.
- Na de publicatie van haar boek in de zomer van 2024 begon Noraly aan een nieuwe serie, met een Yamaha Ténéré 1987 motor die ze speciaal voor dit doel liet opbouwen door een Duitse specialist. Noraly heeft de gewoonte haar motoren een naam te geven; deze is een meisje die ze "Frankie" noemt, naar Frankenstein omdat de motor is opgebouwd uit componenten van veel verschillende Yamaha Ténéré versies. Op Frankie vertrok ze vanuit Istanboel dwars door Turkije naar de Koerdische Autonome Regio, om via Iran naar Irak en Koeweit te reizen. Op het moment van schrijven (februari 2025) publiceert ze video's van haar reis door Saoedi-Arabië.

### Bestseller 60
| Boeken met noteringen in de Nederlandse Bestseller 60 | Jaar van verschijnen | Datum van binnenkomst | Hoogste positie | Aantal weken | Opmerkingen |
| ----------------------------------------------------- | -------------------- | --------------------- | --------------- | ------------ | ----------- |
| Keerpunt                                              | 2024                 | 19-06-2024            | 3               | 5            |             |